# René Perrey
René Perrey est un architecte français né le 5 novembre 1891 au Creusot et mort le 26 juillet 1969 à Paris. Il est l’auteur des plans de nombreuses villas balnéaires de La Baule.

## Biographie
René Perrey naît en 1891. Architecte, il s’établit à La Baule en 1924. Sa carte de visite indique :

« M. R. Perrey, architecte diplômé par le gouvernement, 6 rue Foucault à Paris, auteur de plusieurs villas, construites ou en cours de construction, dans la région bauloise, lauréat du concours municipal des magasins à édifier sur la promenade du Pouliguen, est définitivement installé Avenue de la Grande Dune à La Baule-les-Pins. »

— Carte de visite de René Perrey datant de 1925.
De fait, il remporte le concours des boutiques de la promenade du Pouliguen avant son installation à La Baule. À la demande de Louis Lajarrige, il conçoit la villa Elmonic, d’inspiration anglo-normande, puis la villa Marthe, au 44 avenue de la Grande Dune, où Lajarrige établit ses bureaux. Ses bureaux sont situés sur la même avenue, dans la villa Ker Ninoune, où il dessine les plans du bureau de poste du nouveau lotissement La Paule-les-Pins. Il dessine également le magasin baulois des Poteries Normandes pour l’usine de céramiques architecturales Filmont de Caen.
Il est également l’auteur des plans de villas du quartier Lajarrige telles 
- L'Aiglon (vers 1929[8]) ;
- Arabella[9] ;
- Charma (vers 1929[10]) ;
- Corinne[11] ;
- Les Danaïdes (colombages uniquement[12]) ;
- La Halletière (vers 1926[13]) ;
- Jean-Claude (vers 1926[14]) ;
- Ker Hubert (vers 1926[15]) ;
- Ker Martine (en 1924[16]) ;
- Ker Ninoune (vers 1924[17]) ;
- Marie Stella (vers 1929[18]) ;
- Matile (salon de coiffure[12]) ;
- Mireio (vers 1930[19]) ;
- L'Ourida[20] ;
- Pamela (1926[21]) ;
- La Pinada (vers 1926[22]) ;
- Primarosa (1926[23]) ;
- Ma Provence[24] ;
- Sant Sezny (1925[25],[26]) ;
- Villa Marthe[27] ;
- Les Tamaris (1926[28]) ;
- Yves-Michel (vers 1926[29]) ;
- villa La Rigaudière (d), dessinée en 1925 pour le maire Marcel Rigaud (d)[30].

Il quitte La Baule en 1930 pour tenir les fonctions d’architecte du gouvernement général d’Algérie.